# Karl-Heinz Hummel
Karl-Heinz Hummel (* 11. April 1953 in Buchloe) ist ein deutscher Autor, Librettist, Darsteller und bayrischer Geschichtenerzähler.

## Leben
Nach dem Umzug im Alter von einem Jahr wuchs Karl-Heinz Hummel in München und ab 1962 in Stephanskirchen bei Rosenheim auf. Als Jugendlicher nahm er Violinen-, Gitarren- und Bassunterricht, musizierte in Bands, schrieb und spielte Straßentheater. Zwischen 1973 und 1977 studierte er an den Fachhochschulen Landshut und München Sozialpädagogik. Von 1977 bis 2018 arbeitete er im Stadtjugendamt u. a. als Leiter des Jugendkulturwerks München.
Schon als Kind begann Karl-Heinz Hummel im Chor zu singen und Theater zu spielen. Mit 12 Jahren schrieb er sein erstes Theaterstück und bald darauf erste Songs mit englischen und deutschen Texten. Ab 1974 spielte er in verschiedenen Kabarett- und Musikensembles, u. a. beim Münchner Sati(e)rschutzverein, Bienenstock und TROTTOIR.
Es folgten diverse Kabarettprogramme für Kabarest und Beiträge u. a. für die Lach- und Schießgesellschaft, Luise Kinseher, Simone Solga. Mit dem Theaterregisseur Ioan Toma und Luise Toma schrieb er Kindertheaterstücke für das Theater des Kindes in Linz: Der magische Mausclick und Das Geheimnis im Spiegel. Es folgten Stücke und Bearbeitungen für ValentinKarlstadtTheater wie die Musicalfassung von Ritter Unkenstein und Der Wilddieb beim Dinner for One.
Mit dem Komponisten Christian Auer schuf er als Librettist verschiedene Werke für Musiktheater:
- Moses – Musical mit dem Musicalverein Jägerwirth (Co-Autor Helmut Degenhardt)[2]
- Der Kaiser im Rottal – Uraufführung am 10. Februar 2003/Theater an der Rott in Eggenfelden[3]
- Gestatten, Jacques Offenbach – Szenische Revue für die Schlossfestspiele Ortenburg 2007
- BÖSE BUBEN – Struwwelkids und Max und Moritz (2010) Minimal-Opera mit Christian Auer[4]
- Der Brandner Kasper – eine bairische Oper – Uraufführung 2012 Opernfestspiele Gut Immling[5][6]
- Der Nussknacker – Weihnachtliches Kindermusical nach E.T.A. Hoffmann, Uraufführung 2012 Weihertheater Ortenburg
- Rauhnachtsagen[7] (2011) und BergSagenNacht[8] (2017) mit NaglMusi, Evelyn Plank und K.H. Hummel
- Bayrische Seeungeheuer – Wassersagen mit Harfenklang mit Barbara Eckmüller (2017).
- München – Ein grantig-komisches Musikkabarett mit Kabarest (2017)[9]

## Veröffentlichungen
- Brennt erst der Ammersee. allraith-Verlag, Nassenhausen 1987, ISBN 3-923616-05-8.
- Maxx und Moritz – Die Fortsetzung. Books on Demand, Norderstedt 2011, ISBN 978-3-8423-2927-0.
- Die Kids vom Struwwelpeter. Books on Demand, Norderstedt 2011, ISBN 978-3-8423-4688-8.
- Der Brandner Kasper – Eine bairische Oper. Books on Demand, Norderstedt 2012, ISBN 978-3-8482-1377-1.
- Obacht Weihnacht. Hinter-sinnige Geschichten und Gedichte zum Fest der Liebe. Mit Fotografien von Volker Derlath. Allitera Verlag, München 2018, ISBN 978-3-96233-053-8.
- Raunachtssagen aus Bayern und Tirol. Allitera Verlag München [2019], ISBN 978-3-96233-136-8
- Wassersagen aus Bayern. Allitera Verlag München [2019], ISBN 978-3-96233-137-5.
- Wirtshaussagen zwischen Alpen und Donau. Allitera Verlag München  [2019] ISBN 978-3-96233-103-0
- „ Liebessagen aus dem Alpenraum.“ Allitera Verlag München (2020) ISBN 978-3-96233-189-4
- „ Berggeistersagen von A – Z.“ Allitera Verlag München (2020) ISBN 978-3-96233-219-8

## Diskografie
- König Knödel Kinderlieder 1993, Aktive Musik Verlagsges., Dortmund.
- TROTTOIR – MC 1986
- Rauhnachtsagen – Hörbuch 2013
- Der Brandner Kaspar – Das Hörbuch zum Singspiel. Volk Verlag München, (2020)

## Auszeichnungen
- 2018: Ernst-Hoferichter-Preis[10]